# Église Saint-Martin des Ternes
Pour les articles homonymes, voir Église Saint-Martin.
L'église Saint-Martin des Ternes est une église catholique située aux Ternes, dans le département du Cantal, en région Auvergne-Rhône-Alpes en France. Elle est dédiée à Martin de Tours.
L'église est située à proximité du château des Ternes.

## Histoire
L'édifice est inscrit au titre des monuments historiques par arrêté du 8 mai 1926.

## Description
|                                               |
| Vue extérieure et château des Ternes en 1919. |

|                         |
| Vue extérieure en 2016. |

|                                     |
| Vue intérieure de l'église en 1919. |

|                         |
| Vue extérieure en 2016. |